# Terapeutiskt fönster
Ett läkemedels terapeutiska fönster är det dosintervall inom vilket läkemedlet botar sjukdomstillståndet samtidigt som det är säkert för patienten. Med andra ord är det inom det intervall där dosen är tillräckligt stark för att ge effekt, men tillräckligt svag för att inte orsaka biverkningar i en population.
För läkemedel med smala terapeutiska fönster måste läkemedlets plasmakoncentration övervakas för att se till att koncentrationen är tillräckligt hög för att ge effekt, men att nivån samtidigt är säker för patienten. Storleken på det terapeutiska fönstret kan kvantifieras med måttet terapeutiskt index enligt TD50 / ED50 = TI. Där ED50, eller effektiv dos, är den dos som ger ett terapeutiskt svar hos 50% av individerna i populationen och TD50, eller toxisk dos, den dos som är toxisk hos 50% av populationen. Således visar ett högt terapeutiskt index, TI, på ett brett terapeutiskt fönster och att läkemedlet i förhållande till detta är relativt säkert och ett lågt terapeutiskt index på ett smalt fönster och ett läkemedel som kan behöva övervakas.